# ياو جوانج شياو
ياو جوانج شياو كان رساما وراهبا بوذيا وسياسيا وشاعرا وطبيبا من اسره مينج الصينية التي حكمت الصين القديمة طويلا.

## حياته
ياو جوانج شياو من مواليد سنة 1335 في سوزو.

## وفاته
ياو جوانج شياو مات سنة 1418.